# Pietro Aretino
Pietro Aretino (Arezzo, 19 de abril de 1492 - Venecia, 21 de octubre de 1556) fue un poeta, escritor y dramaturgo italiano. 
Conocido principalmente por sus escritos licenciosos (sobre todo por sus Sonetos lujuriosos), también firmó obras moralizantes que le congraciaron con el ambiente cardenalicio que frecuentó. Es uno de los intelectuales más representativos del espíritu renacentista italiano y una de las figuras que mejor muestran la superación de la visión teológica y ética medievales. Sus escritos sobre arte y sobre Tiziano especialmente, propiciaron múltiples encargos e incidieron en el prestigio internacional de este pintor.

## Infancia
El apellido de Aretino con el que es conocido en realidad es el gentilicio de su ciudad natal, Arezzo. De hecho, a menudo se le nombra simplemente como El Aretino.
Se desconoce cómo fue su infancia, salvo que nació la noche entre el 19 y el 20 de abril de 1492 y que era el hijo de un zapatero llamado Luca (su apellido quizá era Del Tura) y de una prostituta, Margherita dei Bonci, llamada Tita, que también servía de modelo para pintores y escultores. Margherita y su bebé quedaron en desamparo por abandono del padre, pero por suerte ella entabló relación con un noble local, Luigi Bacci, quien acogió al niño en su familia y le dio educación. 

### Hijo de cortesana, alma de rey
A Pietro Aretino le gustaba definirse así: Figlio di cortigiana, con anima di re («Hijo de cortesana con alma de rey»).

Escribió en su Correspondencia:

Me dicen que soy hijo de cortesana; esto no me vuelve malo; sin embargo tengo el espíritu de un rey. Vivo libre, me divierto y por tanto puedo llamarme feliz. Mis medallas están fundidas con todos los metales y todos los materiales. Mi efigie está expuesta frente a los palacios.  Se esculpe mi cabeza en bustos, en medallones, sobre el marco de los espejos, como se hace con Alejandro, César, Escipión. Algunos vasos de cristal se llaman vasos aretinos. Una raza de caballos ha tomado mi nombre porque el papa Clemente me regaló uno de ellos. El arroyo que baña parte de mi casa se llama el Aretino. Mis mujeres quieren que las llamen Aretinas. Finalmente, se dice "estilo aretino". Los pedantes pueden morir de rabia antes de alcanzar tanto honor.

## Juventud

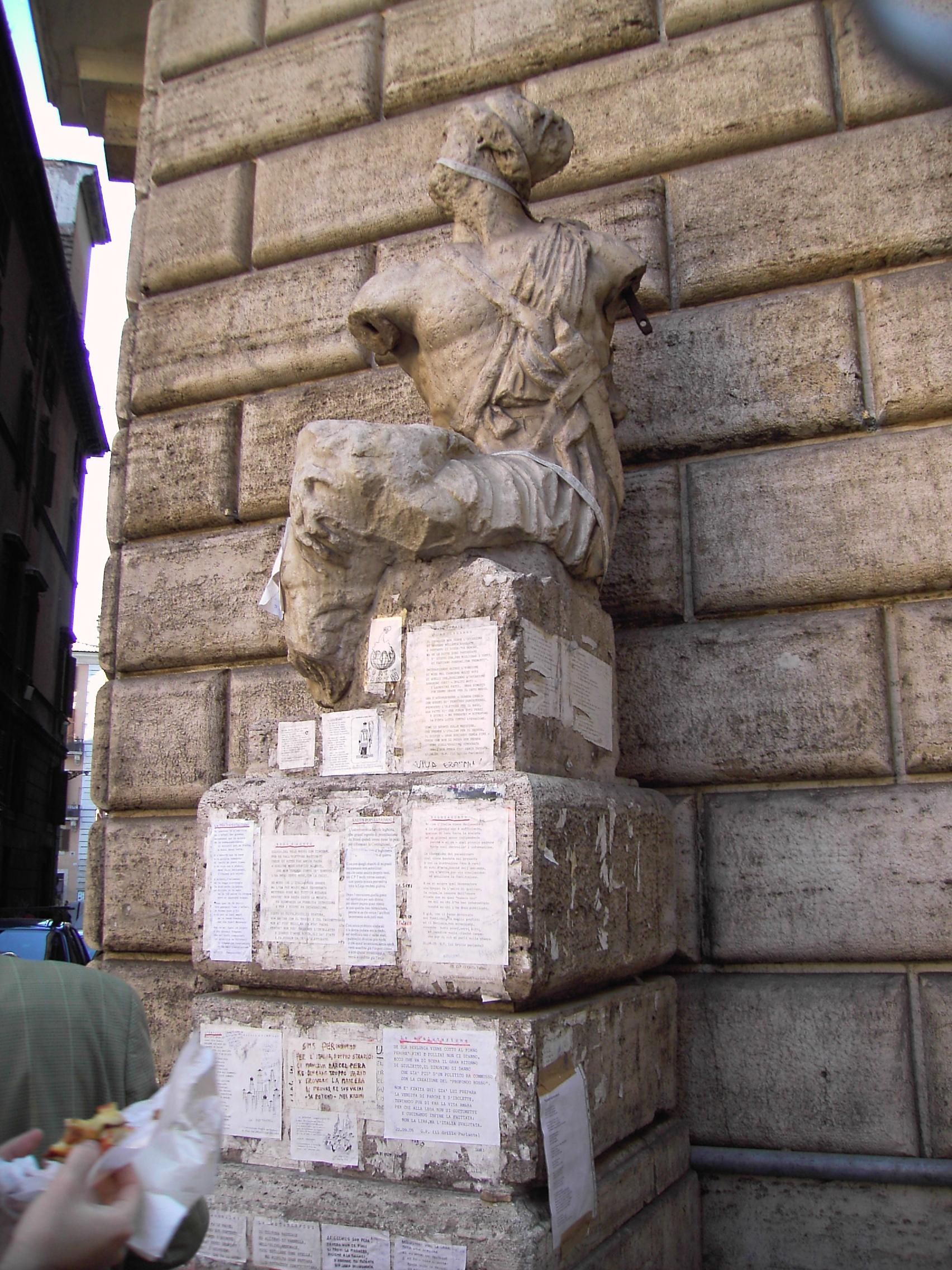
Estatua de Il Pasquino (foto de 2005), donde Aretino colocó sus primeras obras satíricas.

A los catorce años aproximadamente se trasladó a Perugia, donde estudió pintura y después frecuentó la Universidad local.
Se instaló en Roma en 1517 gracias a la protección del banquero Agostino Chigi y se puso al servicio del cardenal Julio de Médicis y llegó a frecuentar también la corte del papa León X. Durante el cónclave de 1522 permanecía en Roma y fue entonces cuando probablemente escribió una de sus primeras obras: las Pasquinadas, en forma de sátiras anónimas contra la curia que pegó en la estatua de Il Pasquino (estatua romana donde tradicionalmente se colocan libelos).
El nuevo papa será Adriano VI, a quien Aretino motejará de «la tiña alemana» (por su origen extranjero, norteuropeo, aunque en realidad era holandés). Abandona Roma y viaja por Italia. En Mantua entra al servicio de Giovanni dalle Bande Nere.
Regresó a Roma en 1523, cuando fue elegido nuevo papa Clemente VII: pronto recuperará la notoriedad que había tenido en su anterior estancia. Su vida en este segundo periodo romano no será, ni mucho menos, tranquila: su afilada pluma, hábil en los halagos pero también en las críticas más o menos veladas, le genera enemistades. Además sus apetencias amatorias por jóvenes de ambos sexos le acarrean fama de libertino.

## Sonetos lujuriososyLa cortesana
Durante estos años romanos Aretino compuso los Sonetti lussuriosi (Sonetos lujuriosos), inspirados por los grabados erótico-pornográficos I Modi del pintor Marcantonio Raimondi sobre dibujos de Giulio Romano; estos grabados fueron prohibidos por la Santa Sede, que ordenó su destrucción, y Raimondi fue encarcelado. Aretino fue uno de los que intercedieron para que el grabador fuese perdonado.
En 1525, Aretino sufrió un intento de asesinato: fue apuñalado en plena calle, perdiendo dos dedos de una mano. El ataque fue ordenado por el obispo Juan Mateo Giberti, como venganza por considerarse difamado por Aretino.
En el mismo periodo escribió la obra teatral La cortigiana (La cortesana), comedia ambientada en las fechas anteriores al Saqueo de Roma (1527) y paródica de Il cortegiano (El cortesano) de Baldassarre Castiglione.

## Venecia

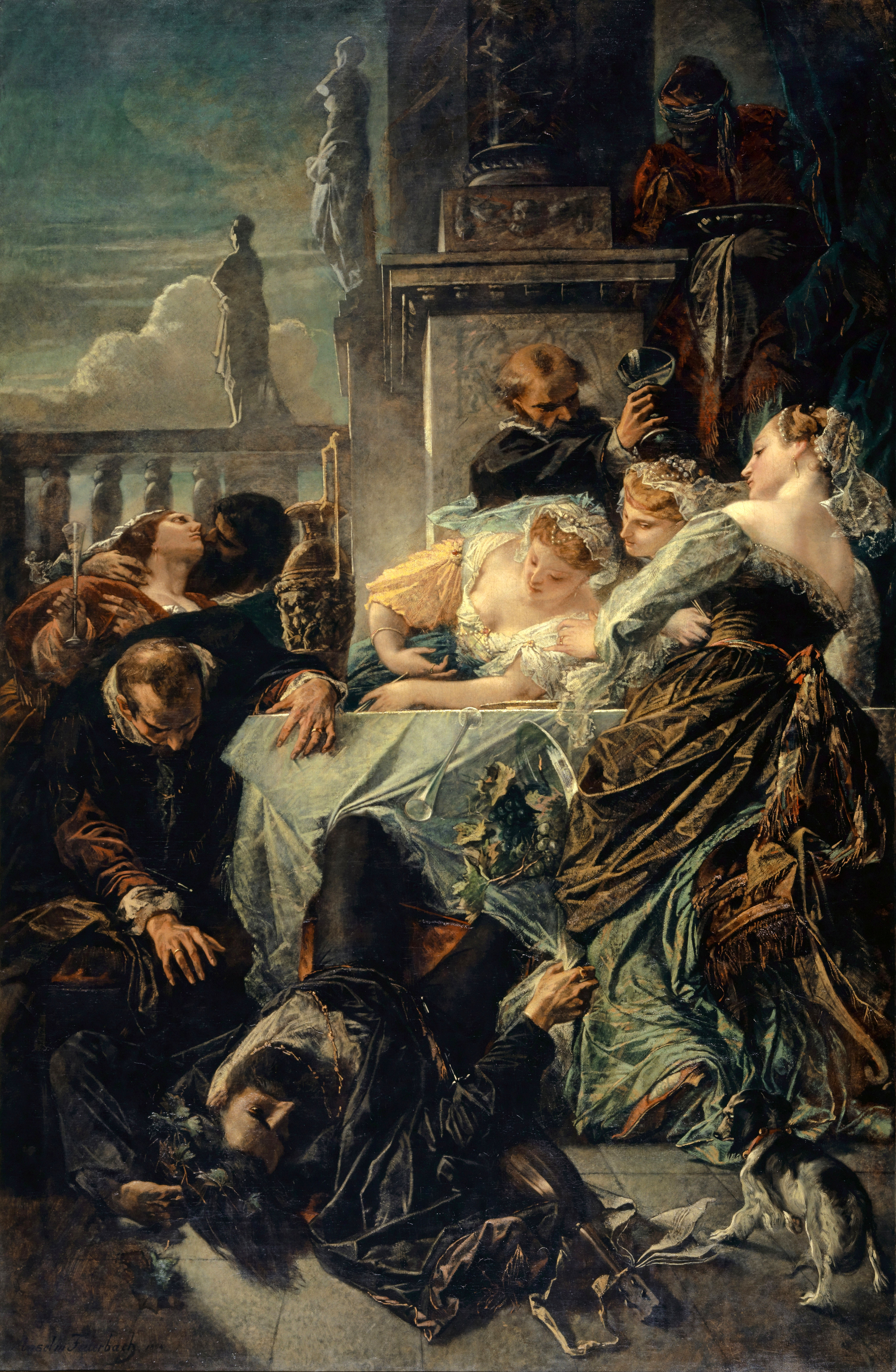
La muerte de Pietro Aretino, por Anselm Feuerbach (1854).

Sus malas relaciones en la Curia Romana le obligan a abandonar la capital en marzo de 1527 para instalarse en Venecia, ciudad con fama en su tiempo de ser muy disoluta. Allí transcurrirá el resto de su vida, escribiendo y publicando la mayor parte de sus obras.
Amparado por los Médici, utilizó la imprenta para continuar difamando a sus enemigos y elogiar a sus protectores. En 1535 publicó sus Ragionamenti, relato sobre las costumbres romanas narrado por dos prostitutas. A partir de 1538, dio a conocer varios volúmenes de su correspondencia. Ludovico Ariosto lo nombró «el azote de los príncipes», sobrenombre que le hizo famoso por su capacidad de injuriar a los poderosos. Personalidades como Cosme de Médici, Francisco I de Francia, el emperador Carlos V o el papa Julio III le hacían cuantiosos pagos para proteger su reputación. El propio Aretino, en las Lettere, se jactaba de ello: «Los príncipes me pagan tributo por miedo a que los injurie... La gran mayoría de los poderosos del mundo no temen la ira de Dios, pero sí temen la furia de mi pluma».
Es célebre una descripción suya: un atardecer en Venecia, donde se describen los tonos cálidos de las últimas luces del sol y los perfiles brumosos. Termina el texto preguntándose: «Para pintar esto, ¿dónde estás, Tiziano?». Los elogios y referencias que Aretino emitió sobre este pintor contribuyeron a su notoriedad entre los reyes y nobles europeos, si bien queda por discernir cuánto hay de sincero y cuánto de interesado en tales palabras, pues Aretino (al igual que Tiziano) tenía fama de astuto y de avaro.
El Aretino muere el 21 de octubre de 1556, presumiblemente por apoplejía (según algún autor, a causa de un ataque de risa).

## Epitafio
Algunos historiadores de la literatura aseguran que Pietro Aretino ordenó (sin que se le obedeciera) grabar sobre su tumba la siguiente inscripción: 

Aquí yace Pietro Aretino, poeta toscano,
que de todos hablaba mal, salvo de Dios,
excusándose diciendo: «no lo conozco».

Sin embargo, Cino Traina en la introducción a I capricciosi raggionamenti (Editori Associati, 1961, Roma) atribuye el epigrama al poeta Francesco Berni, enemigo del Aretino. Lo cita así:

Qui giace l'Aretin, poeta tosco:
di tutti disse mal fuorchè di Cristo,
scusandosi col dir: 'non lo conosco'.

## Obras principales

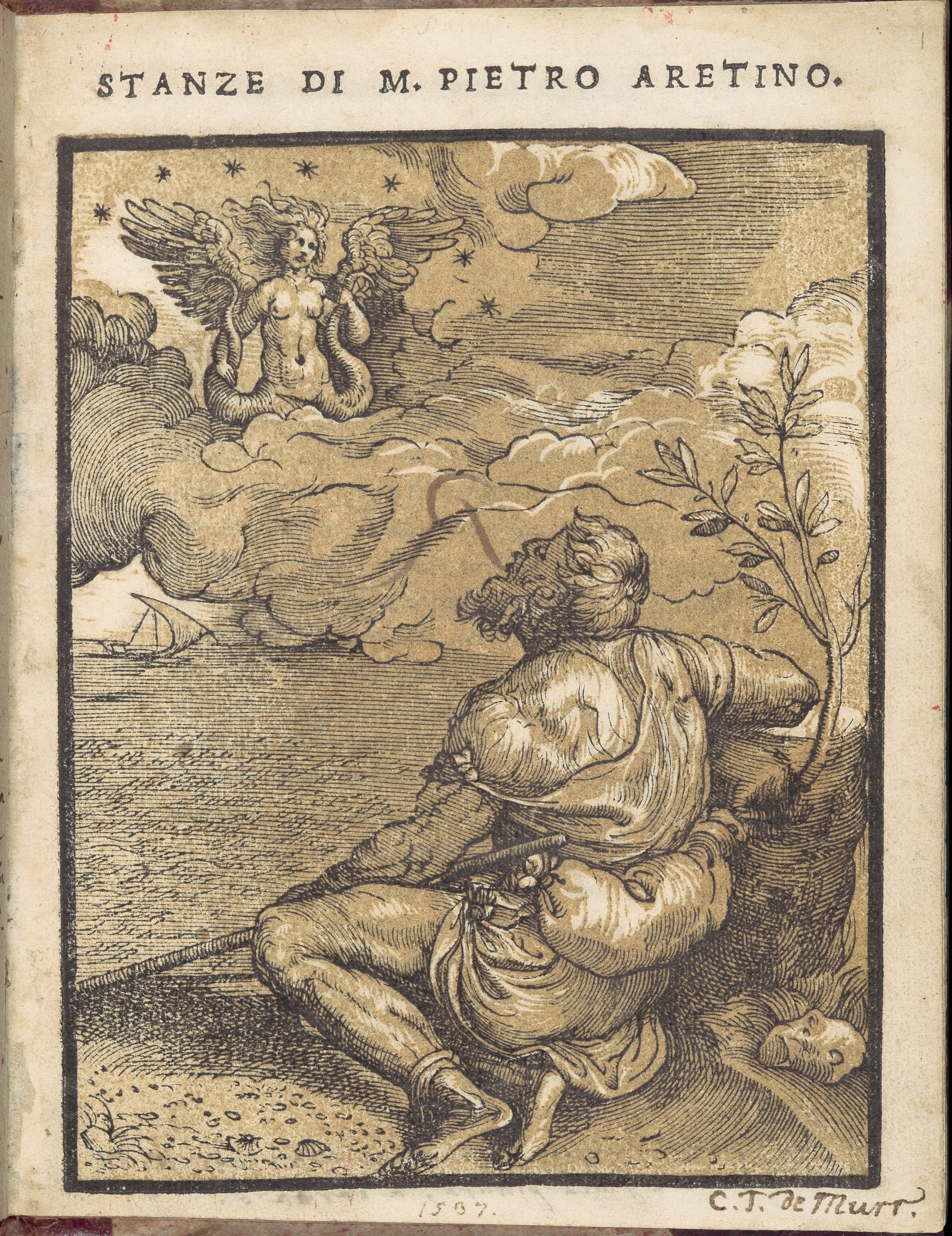
Stanze di M. Pietro Aretino, xilografía de Giovanni Britto, 1537

- Sonetti lussuriosi («Sonetos lujuriosos»)
- Dubbi amorosi («Dudas amorosas»)
- Lettere
- Ragionamenti
- Orlandino

Comedias:
- Fraza
- La cortigiana
- Il marescalco («El caballerizo»)
- La talanta
- Lo ipocrito
- Il filosofo

Tragedias:
- Orazia